# 일리노이 공과대학교

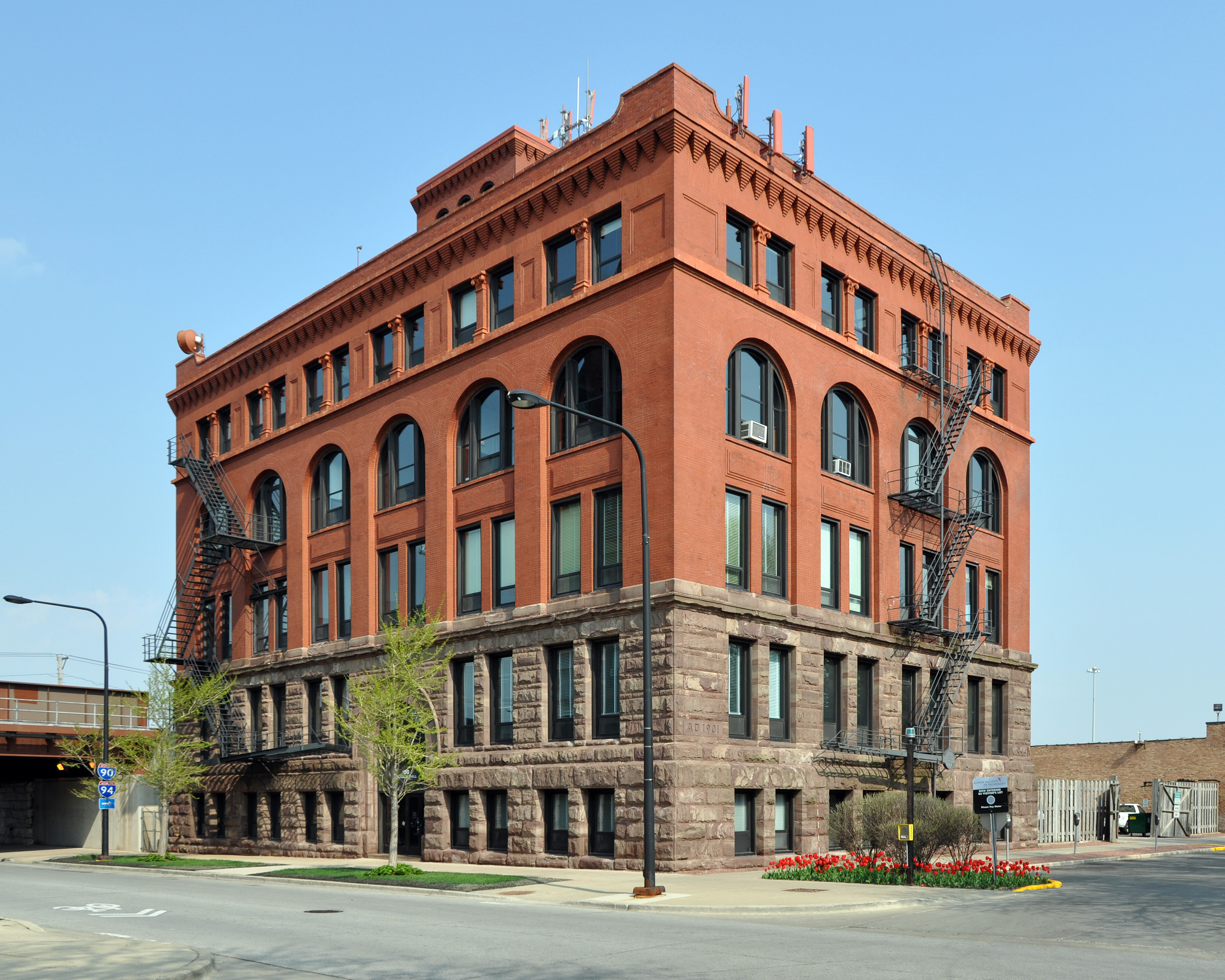

일리노이 공과 대학교(Illinois Institute of Technology) 또는 일리노이 공대(Illinois Tech)는 사립 Ph.D.-수여 대학교로 일리노이주 시카고에 위치한다. 공학, 과학, 산업 기술, 통신연구, 정보 기술, 디자인 과 법, 사업등의 프로그램이 있다. 그것은 독립기술 대학협회의 구성원이다.
IIT는 1940년 아머 공대(1893년 설립)와 루이스 공대(1895년 설립)의 합병으로 형성되었다.

## 참고 문헌
- 사료 IIT 기록보관소
- 캠퍼스 건설 자료 IIT Campus 워너 블레이저 IIT 캠퍼스 지도 보관됨 2006-01-13 - 웨이백 머신.
- 린 베커